# Municipio de Wheeler (Minnesota)
El municipio de Wheeler (en inglés: Wheeler Township) es un municipio ubicado en el condado de Lake of the Woods en el estado estadounidense de Minnesota. En el año 2010 tenía una población de 281 habitantes y una densidad poblacional de 5,52 personas por km².

## Geografía
El municipio de Wheeler se encuentra ubicado en las coordenadas 48°49′21″N 94°46′14″O / 48.82250, -94.77056. Según la Oficina del Censo de los Estados Unidos, el municipio tiene una superficie total de 50.87 km², de la cual 49,26 km² corresponden a tierra firme y (3,16 %) 1,61 km² es agua.

## Demografía
Según el censo de 2010, había 281 personas residiendo en el municipio de Wheeler. La densidad de población era de 5,52 hab./km². De los 281 habitantes, el municipio de Wheeler estaba compuesto por el 96,8 % blancos, el 1,42 % eran amerindios, el 0,71 % eran de otras razas y el 1,07 % eran de una mezcla de razas. Del total de la población el 1,42 % eran hispanos o latinos de cualquier raza.